# Marcus Kretzer
Marcus Kretzer (Hilden, 9 maggio 1965) è un pianista, pedagogo, professore di pianoforte ed arrangiatore tedesco.
Dal 1979 tiene regolarmente, a livello mondiale, recitals e concerti con orchestre e famosi chef. La sua arte di suonare il pianoforte è descritto come « un modo nuovo, senza precedenti. Una profonda sensibilità, affiancata da un'autorità quasi marziale. Un genio musicale, mescolato ad uno straordinario virtuosismo tecnico. Il suo modo di suonare è spiritoso, intelligente, colto, ed in grado di instillare nella performance, una quasi irreale, sottile e struggente tenerezza. Un vero maestro della tastiera. ». Kretzer insegna pianoforte sia in Germania che all'estero, un metodo che avrà una profonda influenza nelle futura generazione di pianisti.

## Vita e formazione
Kretzer ha trascorso la sua infanzia e la giovinezza nella città di Solingen. È cresciuto in una famiglia molto sensibile alla musica. Incoraggiato da sua madre a suonare il pianoforte, prese le sue prime lezioni all'età di sette anni, per cui, in seguito, decise di diventare concertista. Il pianista e pedagogo ceco Drahomir Toman, cultore di Liszt e collega di Friedrich Gulda ebbe, fino al 1986, una grande influenza sullo sviluppo musicale di Kretzer. Sono di questa scuola anche i pianisti Ivan Klánský e Wolfgang Manz. Dopo la scuola, Kretzer ha studiato fino al 1988 presso la Hochschule für Musik und Tanz Köln con Aloys Kontarsky. Dal 1988 ha studiato presso la Hochschule für Musik und Theater Hamburg, vincendo nel 1993 la possibilità di uno stage supplementare di management culturale con Diploma. Ha completato i suoi studi nel 1996 sostenendo l'esame di concerto, interpretando il Concerto per pianoforte e orchestra n. 3 di Rachmaninov presso la Laieszhalle ad Amburgo. La performace ha prodotto nei presenti forti sensazioni.

## Comprensione dell'arte
Tra il 1996 ed il 1998 si laurea esperto in Civilità romana presso l'Università di Amburgo, e in Scienza della Musica presso la Hochschule für Musik und Theater Hamburg. Con la sua comprensione olistica dell'arte, in grado di fargli integrare arti visive ed arti performative, con la letteratura, la storia, l'archeologia e l'architettura, emerge un ritratto di un artista universale, educato, "romantico" in grado anche di ispirare diversi artisti tra cui, Claudio Arrau, Franck Adrian Holzkamp e Ulrich Skubella, mentre il poeta Raymond Mair gli ha dedicato persino un sonetto, e la pittrice sinestestesica Lieselotte Leier, dopo averlo sentito suonare gli ha dedicato un dipinto.

## Contributi artistici
Dopo i suoi primi recital pubblici in Germania, esordiendo a soli 14 anni, debutta all'estero a soli 17 anni al Rudolfínum di Praga. Ha partecipato a numerosi concorsi nazionali ed internazionali di pianoforte vincendo otto Premier e numerosi secondi premi. Kretzer ha suonato in quasi tutti i paesi dell'Europa, del Nord Africa e del Sud e Centro America. La sua carriera artistica lo affiancò a direttori d'orchestra di fama mondiale come Daniel Barenboim, Michael Beck, Sebastian Beckedorff, Leonard Bernstein, Hernán Caceres, Sergiu Celibidache, Victor Costa, Luciano Di Martino, Antón Kolar, Sebastian Lang, Enrique Pérez Mesa, Gerd Schaller, Michael Schmidtsdorff, Edgar Seipenbusch, Saulius Sondeckis, Carlos Spierer, Patrick Strub, Christian Süß e Jacques Wijnen. Ha suonato con orchestre quali l'orchestra da camera, Arcata Stuttgart, la Bergische Symphoniker, Bachorchester Hamburger, Hamburger Symphoniker, orchestra da camera lituana, Magdeburgische Philharmonie, Orquestra Sinfonica National de Cuba, Orquestra Sinfonica National de Guatemala, Philharmonie der Nationen, Sinfonia Varsovia, Staatsorchester Braunschweig, Symphonie Orkest Eindhoven.
È apparso più volte in diverse manifestazioni musicali, come il festival e fiera musicale Cubadisco, l‘Eisteddfod internazionale in Africa del sud, l'Europäisches Klassikfestival Ruhr, la Mosella Musikfestival, il Rheinischer Klaviersommer, il Festival di Salisburgo o il Schleswig-Holstein Musik Festival. Le altre attività artistiche di Kretzer includono diverse collaborazioni con John Neumeier e il balletto dell'Opera di Amburgo, il Goethe-Institut e le ambasciate della Repubblica federale di Germania, nella musica da camera e vocale, apparizioni radiofoniche e televisive per Arte Eterana Cuba, Cubavisiòn, NDR, Radio Allegro Africa del sud, Radio di Amburgo, Radio Schleswig-Holstein, RTL, Sat.1, WDR, ZDF.
In qualità di membro attivo del Lions Clubs International ha partecipato a diversi concerti di beneficenza i cui ricavi sono stati a supporto di diverse attività benefiche legate alle Nazioni Unite.

## Pianismo
Lo stile di composizione musicale al pianoforte di Marcus Kretzer nasce dalla sua poliedrica ed intensa formazione musicale: da Tatiana Nikolaeva a Sviatoslav Richter, da Aquiles e Nelson Delle-Vigne Fabbri a Homero Francesch, da Yara Bernette a Fausto Zadra. Il suo pianismo combina le scuole dell'Europa orientale di Teodor Leszetycki e Heinrich Neuhaus, con la tradizione sudamericana di Vincenzo Scaramuzza. La stampa ha paragonato il suo stile agli stili di Horowitz, di Kisin, di   Zimerman di Arrau, di Argerich e di Pollini.
Lo stile musicale di Kretzer viene descritto come una comprensione intellettuale del testo, prendendo vita dall'ispirazione del momento, senza perdersi in arbitrio o manierismi. Il suo virtuosismo ha inoltre origine da una precisa combinazione tra articolazioni, ritmica, fuso in un arcobaleno di versi in grado di attraversare la dinamica orchestrale in un modo estremamente versatile.

## Repertorio
Kretzer nel suo repertorio ha privilegiato alcuni autori: Johann Sebastian Bach, anche nelle versioni orchestrali tratte da Busoni, le sonate di Domenico Scarlatti, le sonate e i concerti per pianoforte di Wolfgang Amadeus Mozart e Ludwig van Beethoven, le opere di Frédéric Chopin, Franz Liszt, Isaac Albéniz, Claude Debussy e Sergej Rachmaninov. Il suo coinvolgimento nella musica contemporanea si riflette nella registrazione di un'opera dodecafonica per pianoforte del compositore tedesco orientale Rudolf Halaczinsky (1922-1999).
Seguendo la tradizione romantica, Kretzer ha creato sofisticate ed efficaci parafrasi su tanghi argentini e su classiche opere orchestrali trascritte per due pianoforti a quattro mani, quest'ultimo suonata nel 2008, durante un tour in Germania assieme al gruppo "Kla4".

## Insegnante di pianoforte
Durante i suoi studi a Colonia, Kretzer ha insegnato presso la Scuola di Musica e Arte Giovanile Remscheid, dove ha anche diretto il reparto pianoforte. Durante gli studi presso la Hochschule für Musik und Theater di Amburgo, venne impiegato per la prima volta come tutore di un classe principale e, come professore tra il 1998-2001. Dal 1989 ha tenuto come insegnante corsi di perfezionamento, sia in patria che all'estero, tra cui nel corso del Festival di Musica Schleswig-Holstein, all'Instituto Superior de Arte a L'Avana / Cuba, al Collegio Edna Manley delle arti visive e dello spettacolo a Kingston / Giamaica, il Conservatorio de los tres Mundos, Granada / Nicaragua, il Collegio San Agustin a David / Panama, il Conservatorio nazionale di musica a Santo Domingo / Repubblica Dominicana. I suoi studenti vinsero spesso prestigiosi concorsi pianistici. Con il suo modo di suonare e insegnare il pianoforte, Kretzer ha ideato un metodo che "avrà una grande influenza sui futuri diplomati delle scuole superiori e il loro sviluppo internazionale".  Tra i suoi allievi più importanti troviamo: Natasha Garcia-Guinot, Francisco Paredes-Llanes, Nora Maria Lastre e Madarys Morgan Verdecia. Oggi Kretzer è insegnante di pianoforte e musica da camera nella scuola Hochschule di Osnabrück.

## Premi e riconoscimenti (selezione)
- 2002: Laurea honoris causa presso l'Instituto Superior de Arte a L'Avana / Cuba
- 1998: Borsa di studio della Fondazione Konrad Adenauer, Berlino / Germania
- 1996: 1º Premio "Primo Premio Assoluto" al 7º Concorso Internazionale Pianistico di Roma / Italia
- 1995: 1º Premio al Concorso Pianistico Internazionale Concours Musical de France di Parigi / Francia
- 1994: 1º Premio al Concorso Pianistico Internazionale Città di Marsala, Sicilia
- 1993: Borsa di studio "Masefield" della Alfred Toepfer Stiftung F.V.S., Amburgo / Germania
- 1993: Premio della Konzertgesellschaft Monaco di Baviera / Germania
- 1992: Borsa di studio del LIONS CLUBS INTERNATIONAL
- 1990: Borsa di studio del settimanale ZEIT, Amburgo / Germania
- 1984: 1º Premio al Concorso nazionale Jugend Musiziert a Norimberga / Germania con una borsa speciale per i successi straordinari
- 1983: 1º Premio al Concorso Steinway Piano ad Amburgo / Germania

## Discografia (selezione)
- Opere di Bach e Liszt, MTM 2005
- L'opera per pianoforte di Rudolf Halaczinsky, RealSound 1999
- Live a Roma, Generali 1996